# Огни святого Эльма (фильм)
«Огни́ свято́го Э́льма» (англ. St. Elmo's Fire) — кинофильм Джоэла Шумахера в жанре молодёжной мелодрамы 1985 года.

## Сюжет
Фильм про трех молодых пар из Чикаго, которые дружат между собой, и хотят достичь большего. В конце первые двое поженятся, а третья пара уедет жить в калифорнию. 
Чудесный фильм про осеннее Чикаго 1985-го, про прекрасный американский народ.
Ностальгический взгляд на студенческую дружбу молодых людей, шагнувших в большой мир. Их отношения тесно и причудливо переплетены. «Огонь Святого Эльма» — это название бара, где встречаются герои фильма, недавно закончившие Джорджтаунский университет.

## В ролях
- Эмилио Эстевес — Кирби Кигер
- Роб Лоу — Уильям «Билли» Хикс
- Эндрю МакКарти — Кевин Доленз
- Деми Мур — Джулианна «Джулс» Ван Паттен
- Джадд Нельсон — Алек Ньюбери
- Энди Макдауэлл — Дейл Бибермэн
- Элли Шиди — Лесли Хантер
- Мэр Уиннингэм — Венди Бимиш

## Саундтрек
Заглавная музыкальная композиция — песня англ. «St. Elmo’s Fire (Man in Motion)» — была написана канадским композитором Дэвидом Фостером, исполнена британским певцом Джоном Парром и стала американским хитом 1985 года, номинированным на премию «Грэмми».